# Caféière de Beauséjour
Pour les articles homonymes, voir Beauséjour.
 (février 2021).
Si vous disposez d'ouvrages ou d'articles de référence ou si vous connaissez des sites web de qualité traitant du thème abordé ici, merci de compléter l'article en donnant les références utiles à sa vérifiabilité et en les liant à la section « Notes et références ».
La caféière Beauséjour, ou habitation Beauséjour, est une ancienne plantation coloniale de café du XVIIIe siècle, située à Pointe-Noire, sur les hauteurs de la Basse-Terre en Guadeloupe. 

## Historique
Ancienne plantation de café, devenue propriété privée puis musée du café de la Caféière Beauséjour jusqu'en 2011, le site est restructuré en table et chambres d'hôtes.